# Nanodectes
Nanodectes is een geslacht van rechtvleugeligen uit de familie sabelsprinkhanen (Tettigoniidae). De wetenschappelijke naam van dit geslacht is voor het eerst geldig gepubliceerd in 1985 door Rentz.

## Soorten
Het geslacht Nanodectes omvat de volgende soorten:
- Nanodectes brachyurus Rentz, 1985
- Nanodectes bulbicercus Rentz, 1985
- Nanodectes dooloides Rentz, 1985
- Nanodectes dooloo Rentz, 1985
- Nanodectes gladiator Rentz, 1985
- Nanodectes harpax Rentz, 1985
- Nanodectes platycercus Rentz, 1985
- Nanodectes triodiae Rentz, 1985
- Nanodectes veprephila Rentz, 1985